# IPhone 14
Los iPhone 14 y iPhone 14 Plus son teléfonos inteligentes diseñados y desarrollados por Apple, es la decimoséptima[cita requerida] generación de iPhones, siendo así sucesor del iPhone 13. Fueron anunciados en el Apple Event en el Apple Park en Cupertino, California el 7 de septiembre de 2022, junto a los productos insignias iPhone 14 Pro con un precio aún superior y el iPhone 14 Pro Max. El iPhone 14 (que comparte muchas similitudes con su antecesor, el iPhone 13) y el iPhone 14 Pro cuentan con una pantalla de 6,1 pulgadas (15 cm) y 6,7 pulgadas (17 cm), mejoras en la cámara trasera y conectividad satelital.

## Diseño
El iPhone 14 está disponible en cinco colores: azul, morado, medianoche, luz estelar y rojo producto.

## Especificaciones

### Hardware

#### Conjunto de chips
El iPhone 14 y el iPhone 14 Plus están equipados con el sistema SoC Apple A15, el mismo que se usa en el iPhone 13 Pro y 13 Pro Max de 2021. El iPhone 14 y 14 Plus cuentan con una CPU de 6 núcleos, una GPU de 5 núcleos y un motor neuronal de 16 núcleos.

#### Display
El iPhone 14 cuenta con una pantalla de 6,1 pulgadas (15 cm) con tecnología Super Retina XDR OLED con una resolución de 2532×1170 píxeles y una densidad de píxeles de aproximadamente 460 PPI con una frecuencia de actualización de 60 Hz. El iPhone 14 Plus cuenta con una pantalla de 6,7 pulgadas (17 cm) con la misma tecnología con una resolución de 2780 × 1284 píxeles y una densidad de píxeles de aproximadamente 458 PPI. Ambos modelos tienen un brillo típico de hasta 800 nits y un brillo máximo de hasta 1200 nits.

#### Cámara
El iPhone 14 y 14 Plus cuentan con el mismo sistema de cámara con tres cámaras: una cámara frontal (12MP f/1.9) y dos cámaras traseras: una ancha (12MP f/1.5) y una ultra ancha (12MP f/ 2.4), con las cámaras ancha y frontal con una apertura más rápida que el iPhone 13. La cámara frontal también tiene enfoque automático por primera vez.

### Software
El teléfono es compatible con la versión de iOS 18.

## Fabricación
Si bien la mayoría de iPhone 14 serán hechos en China, una cierta cantidad será hecha en la India.